# Dermomurex abyssicola
Dermomurex abyssicola är en snäckart som först beskrevs av Joseph Charles Hippolyte Crosse 1865.  Dermomurex abyssicola ingår i släktet Dermomurex och familjen purpursnäckor. Inga underarter finns listade i Catalogue of Life.